# Jason Adasiewicz
Jason Adasiewicz (* 14. Oktober 1977 in Crystal Lake, Illinois) ist ein US-amerikanischer Jazz-Vibraphonist und Komponist.

## Leben und Wirken
Adasiewicz studierte Jazz-Schlagzeug am DePaul College und spielte in Big Bands. Nach Verlassen der Schule wechselte er zum Vibraphon und spielte zunächst in Rockclubs im Raum Chicago mit verschiedenen Bands und mit der Singer-Songwriterin Edith Frost. Anfang der 2000er Jahre begann seine Zusammenarbeit mit dem Kornettisten Josh Berman und dem Schlagzeuger Mike Reed; seitdem arbeitet er in der Chicagoer Jazz- und Improvisations-Szene, u. a. mit Harris Eisenstadt, Guillermo Gregorio, Fred Lonberg-Holm, Rob Mazurek, Nicole Mitchell, Jason Ajemian und Ken Vandermark. 2008 gründete er mit Mike Reed und Nate McBride ein Trio; 2009 legte er das Album Sun Rooms auf Delmark Records vor, das Adasiewicz’ Kompositionen und Hommagen an Sun Ra, Duke Ellington und den fast vergessenen Pianisten Hasaan Ibn Ali (der 1964 mit Max Roach arbeitete). Zu hören ist er u. a. auch auf Joshua Abrams’ Unknown Known (2013), Jason Roebkes Cinema Spiral (2016) und Amir ElSaffars The Other Shore (2021).

## Auszeichnungen
- 2010: Nominierung für den Journalists Jazz Awards 2011 (JJA) als Mallet Instrumentalist of the Year[3]

## Diskographische Hinweise
- 2008: Mike Reed: The Speed of Change
- 2008: Rolldown (482 Music) mit Aram Shelton, Josh Berman, Jason Roebke, Frank Rosaly
- 2009: Varmint (Cuneiform) mit Aram Shelton und Josh Berman
- 2009: Sun Rooms (Delmark)
- 2013: Rob Mazurek Octet: Skull Sessions
- 2013: Wheelhouse : Dave Rempis - Jason Adasiewicz - Nate McBride: Boss of the Plains
- 2014: Stefano Bollani: Sheik Yer Zappa
- 2016: Rows and Rows (Delmark), mit Keefe Jackson
- 2018:  Mats Gustafsson & Jason Adasiewicz: Timeless
- 2024: Rempis / Adasiewicz / Abrams / Damon: Propulsion
- 2025: Peter Brötzmann / John Edwards / Steve Noble / Jason Adasiewicz: The Quartet, Cafe Oto, London, February 10 & 11, 2023 (Otoroku)
- 2025: Wheelhouse: House and Home (2025), Rempis/Adasiewicz/McBride